# Vattring

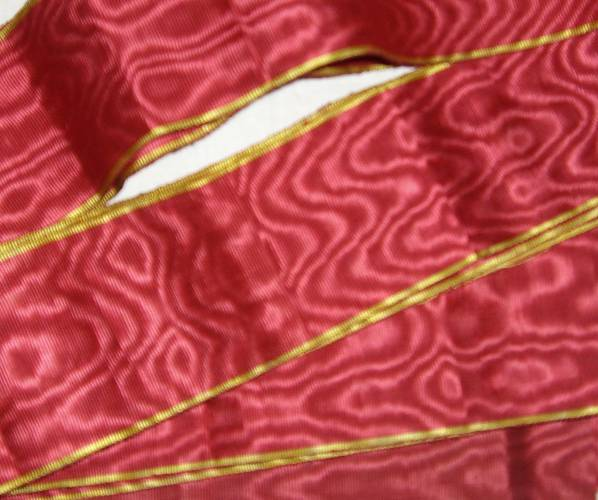
Ett moaréband, där det skimrande mönstret frambringats genom vattring.

Vattring är en efterbehandling av en textil för att skapa en särskild struktur som ett skimrande intryck, liknande solglitter i en lätt krusig vattenyta. Tyg som behandlats på detta vis beskrivs som vattrat och kallas moaré. I överförd betydelse kan även andra material eller företeelser med liknande mönstring sägas vara vattrade, det används till exempel om vissa fåglars fjäderdräkt.
Det tyg som används är oftast sidentyg där varpen på ett speciellt sätt täcker inslaget. Vattringen åstadkoms genom pressning eller valsning under värme av två tyglager mot varandra. Detta har som följd att det ena tyglagrets mönstereffekt kommer att präglas på det andra tyglagret.
Vattrade band är vanliga i band använda för ordenstecken.